# たくあんの煮物

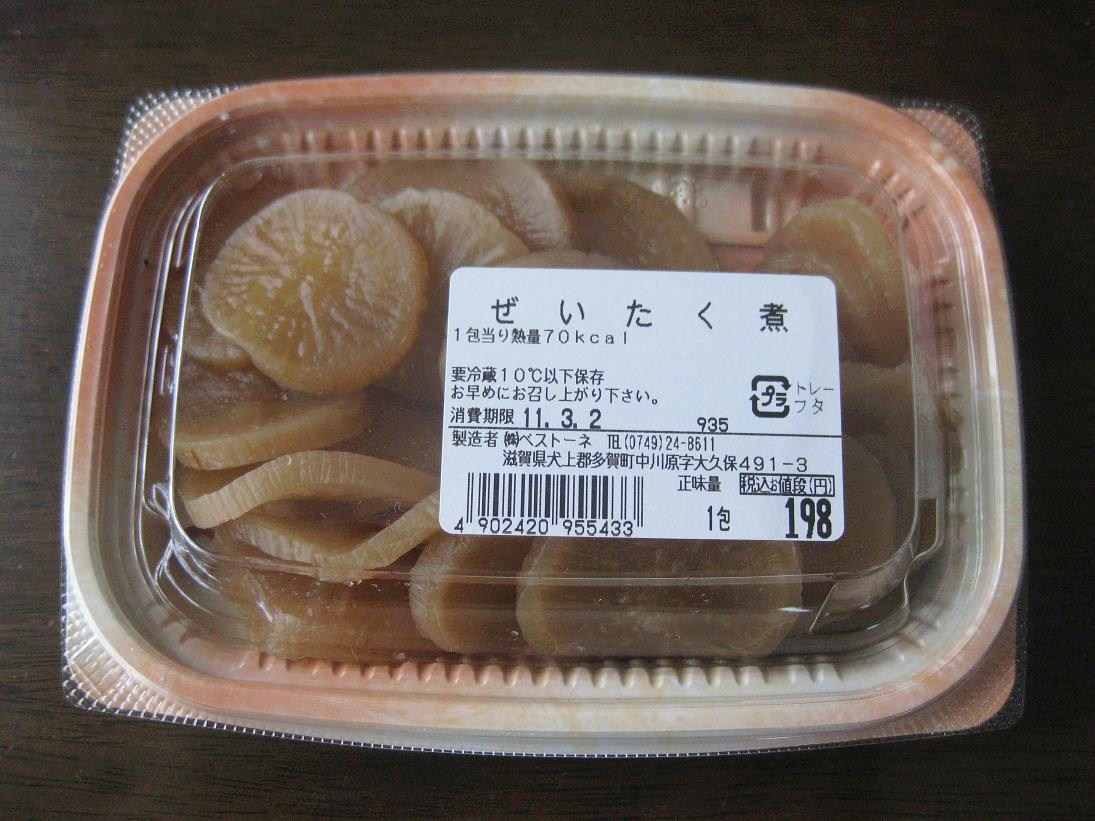
滋賀県内のスーパーマーケットで市販されているもの。

たくあんの煮物（たくあんのにもの）は、たくあんを用いた日本の煮物。ここでは近畿地方北東部から北陸地方周辺を中心に、日本各地の類似した郷土料理をまとめて取りあげる。

## 概要
たくあんを煮る料理は、京都府・滋賀県・三重県（北勢）・岐阜県（西濃）・福井県・石川県・富山県・山形県（庄内地方）および香川県などで見られる。長く漬け込んで酸味が強くなった古たくあんを無駄にせず美味しく食べる工夫から生まれた料理。元々は前年に仕込んだたくあんが古漬けになる夏から秋（8月上旬から11月下旬）に作られることが多い料理だが、現在では古くなっていないたくあんを用いて時期を問わず作られることもある。香川県では、通常のたくあんとは別に炒め煮用のたくあんが市販されているほど親しまれている。
調理方法や味付けは地域や家庭によって細かく異なるが、基本は塩抜きしたたくあんを出汁や醤油などで煮付け、仕上げに唐辛子（輪切りまたは七味唐辛子）やゴマを加える。富山県南砺・砺波・射水などでは味噌や酒粕で煮付けることもある。石川県奥能登でも酒粕を加えることがある。富山県南砺では水を使わず炒り煮する。山形県鶴岡市や香川県では油で炒め煮にする。滋賀県湖北地方ではたくあんと同様にナスの塩漬けなども煮物にすることがある。
ご飯のおかずや酒のつまみ、茶漬けの付け合わせとして、温かい状態でも冷ました状態でも食される。滋賀県湖北地方では仏事の際に欠かせない一品でもある。地域によっては、家庭の味に留まらず、郷土料理店で提供されたり、漬物店やスーパーマーケットや道の駅などで市販されたりもしている。

## 呼称
地域や家庭によって様々な呼び方があり、本記事名の「たくあんの煮物」は中立性を持たせるための便宜的なものである。
- たくあんの煮たの・古たくあんの煮たの（福井県[6][5]）
- たくあんの炊いたん（福井県[5]）・たくあん炊いたん（香川県[9]）
- おこうこの炊いたん（京都府[13]）
- おこうこのじゃこ煮（滋賀県[14]・京都府） - 削り節や煮干し（じゃこ）と一緒に煮てそのまま供する場合。
- おくもじ（石川県[6]）
- いりこぐ・いりごく・いりごき（富山県[6][12]） - 水を使わずに炒り煮することから[12]。
- 古たくあんの粕煮（富山県射水市[10]）・古たくあんの酒粕煮（石川県奥能登[11]）
- 古たくあんの煮びたし（石川県奥能登[11]）
- ふるさと煮（石川県奥能登[11]）
- 贅沢煮・ぜいたく煮（福井県[5]・滋賀県[2]・京都府[1]・石川県奥能登[11]） - 漬物をわざわざ煮物にする手間のかかる料理だから[5][2]、あるいは大量の塩を使って漬けたものを塩抜きして再度塩分を入れて煮ることは贅沢だから[2]。
- 大名煮（福井県越前町朝日地区[5]・京都府[1]・石川県奥能登[11]）・大名炊き（三重県北勢[3]） - 手間をかけて作る料理だから[3]。
- よもこんじ（福井県南越前町河野地区[5]）
- あほだき（三重県北勢[3]） - たくあんを美味しいうちに食べず、せっかくの塩分を抜いてしまうのは阿呆らしいことだから[3]。
- おばこ煮（岐阜県西濃[4]）
- でごづけ煮・でごづけのけんちん（山形県鶴岡市[7]） - 「でごづけ」とは「大根漬け」、つまりたくあんのこと。
- たくあんのきんぴら（香川県[8]）

## その他
- 『エスパー魔美』（作者の藤子・F・不二雄は富山県出身）に主人公の父・佐倉十朗の好物としてたくあんの煮物が登場する（ただし悪臭を放つ奇食として）[15]。